# Festa del papà
La festa del papà è una ricorrenza civile diffusa in alcune aree del mondo, celebrata in onore della figura del padre, della paternità e dell'influenza sociale dei padri. Nella Svizzera italiana è elevata a festività a tutti gli effetti.
La data in cui si festeggia è alquanto variabile da Paese a Paese (si veda il paragrafo "Data e associazione").

## Storia
Nei paesi cattolici, i padri vengono celebrati fin dal Medioevo il 19 marzo, giorno di San Giuseppe, padre putativo di Gesù.
Secondo un'antica tradizione, il culto di questo padre adottivo si sviluppò fin dal V secolo in certi monasteri egiziani dove fu scritta la Storia apocrifa di Giuseppe il falegname e dove la sua festa fu fissata al 20 luglio (rimane tuttora nel calendario copto).
Il culto di questo santo si diffuse anche intorno alla "casa di Giuseppe" almeno dal VI secolo. Questo culto decadde alla fine dell'Alto Medioevo. La sua festa del 19 marzo appare per la prima volta nell'anno 800 in un martirologio gallicano scritto da Rheinau, in cui è chiamato Ioseph sponsus Mariae ("Giuseppe sposo di Maria").
La scelta di questa data sei giorni prima della festa dell'Annunciazione è probabilmente dovuta a una confusione con il nome di un martire di Antiochia chiamato Giuseppe o Giosippo, già celebrato il 19 marzo, e anche una concordanza sincretica con le Quinquatrie, feste religiose in onore della dea Minerva.
Nei secoli successivi, non fu più conosciuto semplicemente come il marito di Maria, ma come un padre, Nutritor Domini ("Nutritore del Signore"). Il suo culto, al quale la Chiesa associa tradizionalmente la festa dei padri, si sviluppa nei secoli XIV e XV (in particolare sotto l'influenza  francescana, che sono diventati i custodi della "casa di Giuseppe" ). Il capitolo generale dei Francescani di Assisi adotta la sua festa del 19 marzo nel 1399, ma la tradizione fatica a imporsi perché Giuseppe rimane «il grande silenzioso del Vangelo».
La festa è celebrata in varie date e spesso è accompagnata dalla consegna di un regalo al proprio padre. Già nel 1871 la Chiesa cattolica aveva proclamato San Giuseppe (festeggiato il 19 marzo) protettore dei padri di famiglia e patrono della Chiesa universale. Come sintetizzava papa Leone XIII: «In Giuseppe hanno i padri di famiglia il più sublime modello di paterna vigilanza e provvidenza; i coniugi un perfetto esemplare d’amore, concordia e fedeltà coniugale; i vergini un tipo e difensore insieme della integrità verginale. I nobili imparino da lui a conservare anche nella avversa fortuna la loro dignità e i ricchi intendano quali siano quei beni che è necessario desiderare. I proletari e gli operai e quanti in bassa fortuna debbono da lui apprender ciò che hanno da imitare».
La prima volta documentata in cui fu festeggiata negli Stati Uniti d'America sembrerebbe essere il 5 luglio 1908 a Fairmont (West Virginia), presso la chiesa metodista locale. Fu la signora Sonora Smart Dodd la prima persona a sollecitare l'ufficializzazione della festa; senza essere a conoscenza dei festeggiamenti di Fairmont, ispirata dal sermone ascoltato in chiesa durante la festa della mamma del 1909, ella organizzò la festa per la prima volta il 19 giugno del 1910 a Spokane. La festa fu organizzata proprio nel mese di giugno perché in tale mese cadeva il compleanno del padre della signora Dodd, veterano della guerra di secessione americana.

## Data e associazione
Come indicato in introduzione, la data in generale varia da Paese a Paese. In alcuni Paesi di tradizione cattolica, la festa del papà viene festeggiata il giorno di san Giuseppe, il 19 marzo. Nei Paesi che seguono la tradizione anglosassone, ossia molti nel continente americano, la festa si tiene la terza domenica di giugno; in altri Paesi la data della festa del papà segue invece tradizioni locali.
In alcuni Paesi la festa è associata ai padri nel loro ruolo nazionale, come in Russia, dove è celebrata come la festa dei difensori della patria (in russo День защитника Отечества?), e in Thailandia, dove coincide con il compleanno del defunto sovrano Rama IX, venerato come padre della nazione.
| Giorno                                             | Paese (nome locale) |
| -------------------------------------------------- | --- |
| 6 gennaio                                          | Serbia (Paterice) |
| 23 febbraio                                        | Russia (День защитника Отечества ossia Giorno dei difensori della Patria) |
| 19 marzo                                           | Andorra (Dia del Pare), Bolivia, Honduras, Croazia (Očev Dan), Italia (Festa del Papà), Liechtenstein, Portogallo (Dia do Pai), Spagna (Día del Padre, Dia del Pare, Día do Pai), Svizzera - Canton Ticino (Festa del Papà), Vaticano (San Giuseppe), San Marino. |
| 8 maggio                                           | Corea del Sud (어버이날 = letteralmente: festa dei genitori, perché i coreani festeggiano la mamma e il papà nello stesso giorno) |
| seconda domenica di maggio                         | Romania (Ziua Tatălui, ossia Festa del padre) |
| terza domenica di maggio                           | Tonga |
| Ascensione                                         | Germania |
| prima domenica di giugno                           | Lituania, Svizzera (escluso il Canton Ticino) |
| 5 giugno                                           | Danimarca (insieme alla festa della Costituzione) |
| seconda domenica di giugno                         | Austria, Belgio |
| 17 giugno                                          | El Salvador, Guatemala |
| terza domenica di giugno                           | Argentina, Camerun, Canada, Cile, Cina, Colombia, Costa d'Avorio, Cuba, Ecuador, Filippine, Francia, Giappone, Grecia, Hong Kong, India, Irlanda, Israele, Kenya, Madagascar, Malaysia, Mali, Malta, Marocco, Mauritius, Messico, Paesi Bassi, Pakistan, Paraguay, Perù, Regno Unito, Repubblica Ceca, Senegal, Singapore, Slovacchia, Stati Uniti d'America, Sudafrica, Tunisia, Turchia, Ungheria, Ucraina, Venezuela, Nigeria |
| ultima domenica di giugno                          | Haiti |
| 21 giugno                                          | Egitto, Giordania, Libano, Siria, Uganda |
| 23 giugno                                          | Nicaragua, Polonia |
| seconda domenica di luglio                         | Uruguay |
| ultima (generalmente la quarta) domenica di luglio | Repubblica Dominicana |
| 8 agosto                                           | Taiwan (a causa dell'omofonia tra «8/8» e «papà») |
| seconda domenica d'agosto                          | Brasile |
| 23 agosto                                          | Nepal |
| prima domenica di settembre                        | Australia, Figi, Nuova Zelanda, Papua Nuova Guinea |
| prima domenica d'ottobre                           | Lussemburgo |
| seconda domenica di novembre                       | Estonia, Finlandia, Islanda, Norvegia, Svezia |
| 5 dicembre                                         | Thailandia (anniversario del re Bhumibol Adulyadej, morto il 13 ottobre 2016) |
| 26 dicembre                                        | Bulgaria |

## In Italia
Come in alcuni Paesi di tradizione cattolica, la festa del papà viene festeggiata il giorno di San Giuseppe, sposo della Beata Vergine Maria, simbolo di umiltà e dedizione. Nel Martirologio Romano, 19 marzo, n. 1, si legge: «Solennità di San Giuseppe, sposo della beata Vergine Maria: uomo giusto, nato dalla stirpe di Davide, fece da padre al Figlio di Dio Gesù Cristo, che volle essere chiamato figlio di Giuseppe ed essergli sottomesso come un figlio al padre. La Chiesa con speciale onore lo venera come patrono, posto dal Signore a custodia della sua famiglia».
I primi a celebrarla furono dei monaci benedettini nel 1030, seguiti dai Servi di Maria nel 1324 e dai Francescani nel 1399. Venne poi promossa dagli interventi dei papi Sisto IV e Pio V, ed estesa a tutta la Chiesa nel 1621 da Gregorio XV. Fino al 1976 il giorno in cui la Chiesa celebra san Giuseppe era considerato in Italia festivo anche agli effetti civili, ma ciò venne eliminato con la legge n. 54 del 5 marzo 1977, mentre in Canton Ticino, in altri cantoni della Svizzera e in alcune province della Spagna, questo giorno è festivo agli effetti civili. Nel 2008 sono stati presentati alcuni disegni di legge per il ripristino delle festività soppresse agli effetti civili: San Giuseppe, Ascensione, Corpus Domini, Santi Pietro e Paolo e il Lunedì di Pentecoste.
San Giuseppe, in quanto archetipo del padre, nella tradizione popolare protegge anche gli orfani, le giovani nubili e i più sfortunati. In accordo con ciò, in alcune zone della Sicilia, il 19 marzo è tradizione invitare i poveri a pranzo. In altre aree la festa coincide con la festa di fine inverno: come riti propiziatori, si brucia l'incolto sui campi da lavorare e sulle piazze si accendono falò da superare con un balzo.

### Dolci tipici
Il dolce tipico della festa ha varianti regionali ma per lo più a base di creme e/o marmellate, con pasta choux. A Roma sono chiamati Bignè di San Giuseppe e vengono tradizionalmente preparati fritti, sebbene attualmente sia diffusa anche la cottura al forno.
Esemplare è il dolce napoletano, che prende il nome di zeppola di San Giuseppe. Secondo la tradizione, infatti, dopo la fuga in Egitto, con Maria e Gesù, san Giuseppe dovette vendere frittelle per poter mantenere la famiglia in terra straniera. Sono realizzate con pasta choux e possono essere fritte o al forno; al di sopra viene posta di norma crema pasticcera e marmellata di amarene.
In Toscana e in Umbria è diffuso come dolce tipico la frittella di riso, preparata con riso cotto nel latte e aromatizzato con spezie e liquori e poi fritta.
In Emilia-Romagna il dolce tipico della festività è la raviola (piccolo involucro di pasta frolla o pasta di ciambella richiuso sopra una cucchiaiata di marmellata, crema o altro ripieno, poi cotta al forno o fritta).

A Trebbo di Reno, in provincia di Bologna, si tiene ogni anno nella terza domenica del mese di marzo, la tradizionale e bicentenaria "Festa della raviola" che prevede sia riti religiosi, sia altre manifestazioni che richiamano al paese parenti, visitatori e turisti.

In alcune regioni del centro Italia (soprattutto Toscana, Umbria e Lazio) sono diffusi dei dolcetti, sempre fritti, a base di riso cotto nel latte a cui si aggiungono a piacere vin santo, uva passa o canditi e che vengono chiamati frittelle.
In Molise, in particolare nel comune di Riccia, il dolce tipico è il calzone di San Giuseppe (in dialetto molisano “cavezone”). È un dolce fritto, composto da una pasta sfoglia molto delicata e un ripieno particolarmente vellutato. La sua particolarità sta proprio nella farcitura, composta da: ceci, miele e/o zucchero ed essenza di cannella o di vaniglia o di cedro.
In Sicilia sono presenti diversi tipi di dolci consumati specialmente durante questa festività come ad esempio le sfince di San Giuseppe; inoltre, tipici della tradizione catanese e diffusi in tutta l'isola, sono i dolci fritti a forma di tocchetti o bastoncini a base di riso, aromatizzati con buccia d'arancia e miele, noti come zeppole o crispelle di riso.
A Galliate, in provincia di Novara, è invece tipico il gramolino.